# Porcelia ponderosa
Porcelia ponderosa är en kirimojaväxtart som först beskrevs av Henry Hurd Rusby, och fick sitt nu gällande namn av Henry Hurd Rusby. Porcelia ponderosa ingår i släktet Porcelia och familjen kirimojaväxter. Inga underarter finns listade i Catalogue of Life.